# Hope Mills (Carolina del Norte)
Hope Mills es un pueblo ubicado en el Condado de Cumberland y en el estado estadounidense de Carolina del Norte. La localidad en el año 2000, tenía una población de 11.237 habitantes en una superficie de 16,2 km², con una densidad poblacional de 712,2 personas por km².

## Geografía
Hope Mills se encuentra ubicado en las coordenadas 34°58′14″N 78°57′24″O / 34.97056, -78.95667. Según la Oficina del Censo, la localidad tiene un área total de 16,2 km² (6,3 mi²), de la cual 15,8 km² (6,1 mi²) es tierra y 0,4 km² (0,2 mi²) (2.40%) es agua.

### Localidades adyacentes
El siguiente diagrama muestra a las localidades en un radio de 16 kilómetros (9,9 mi) de Hope Mills.

## Demografía
En el 2000 la renta per cápita promedia del hogar era de $40.697, y el ingreso promedio para una familia era de $44.866. El ingreso per cápita para la localidad era de $16.534. En 2000 los hombres tenían un ingreso per cápita de $34.120 contra $21.845 para las mujeres. Alrededor del 7.80% de la población estaba bajo el umbral de pobreza nacional.